# パナマ帽
パナマ帽（パナマぼう、英語: Panama hat、スペイン語: sombrero de paja toquilla）は、パナマソウ（英語版）の葉を細く裂いた紐で作られる、夏用のつば付の帽子。

## 概要
「パナマ帽」と呼ばれているが、起源はパナマではなくエクアドルである。
日本では戦前、カンカン帽と共に夏に愛用されていた。生産地の一つが福井県で1947年（昭和22年）、昭和天皇の戦後巡幸が行われた際には、福井県パナマ協会の作業場の視察が行われた。

## 素材・形態
パナマソウの葉を細く裂いた紐で編んで作られる。丈夫で軽い素材で作られており、高級なものでは数十年使い続けることができる。本来は、型作りせず柔らかく作られるものであるが、近年では型作りしたものも多い。柔らかいものは「クラッシャブル」と呼ばれ、折り畳んでバッグなどに入れて持ち運ぶことが可能である。編み方は石目編み（平織り）と網代編み（綾織り）の二種類に大別される。
パナマ帽の素材はエクアドルの海岸地域に特有のパナマソウの一種、Carludovica palmata（パハ・トキージャ）の葉であり、それを用いるパナマ帽の製作は2012年にユネスコの無形文化遺産に指定された。

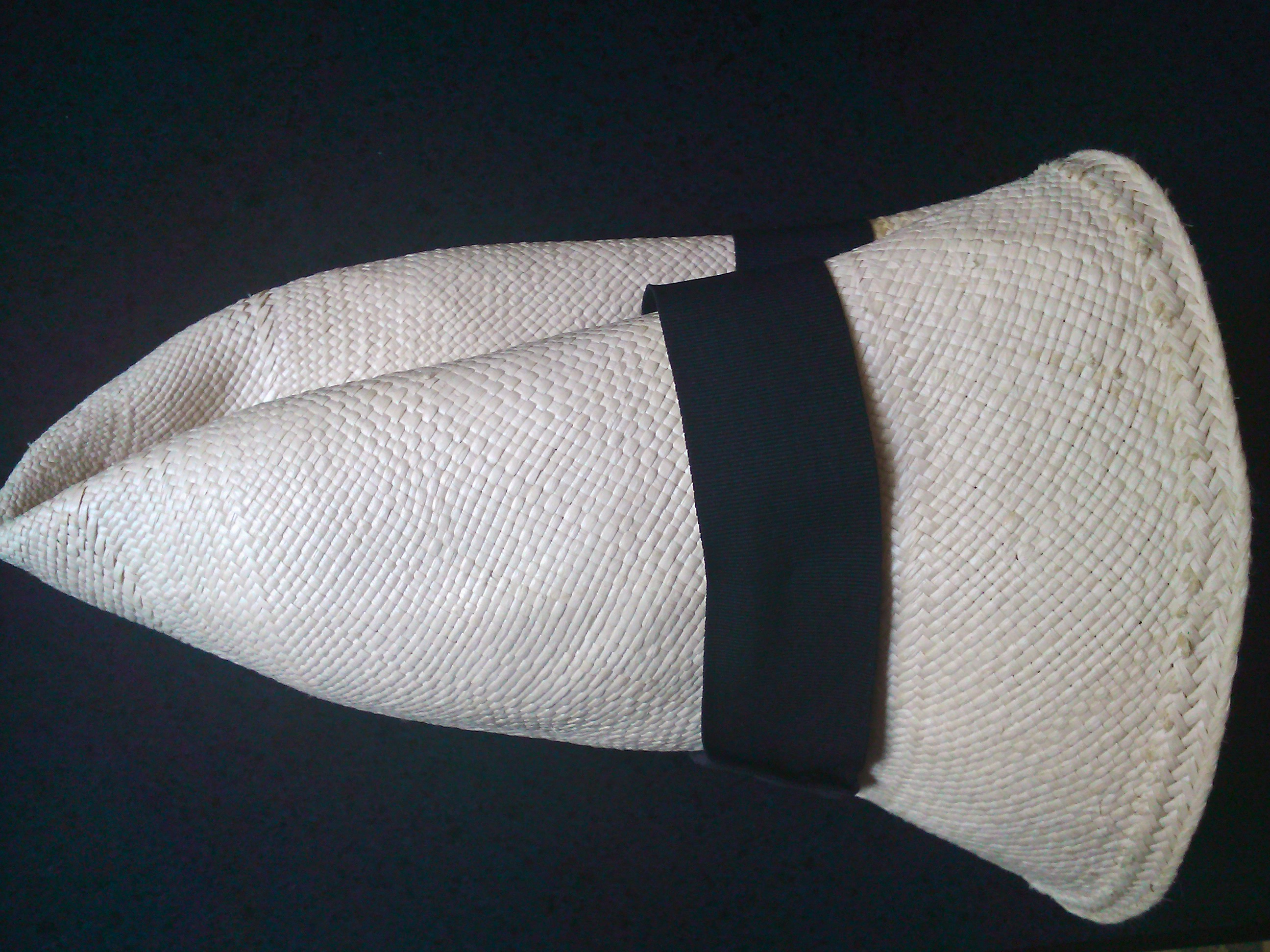
折り畳んだ状態のパナマ帽
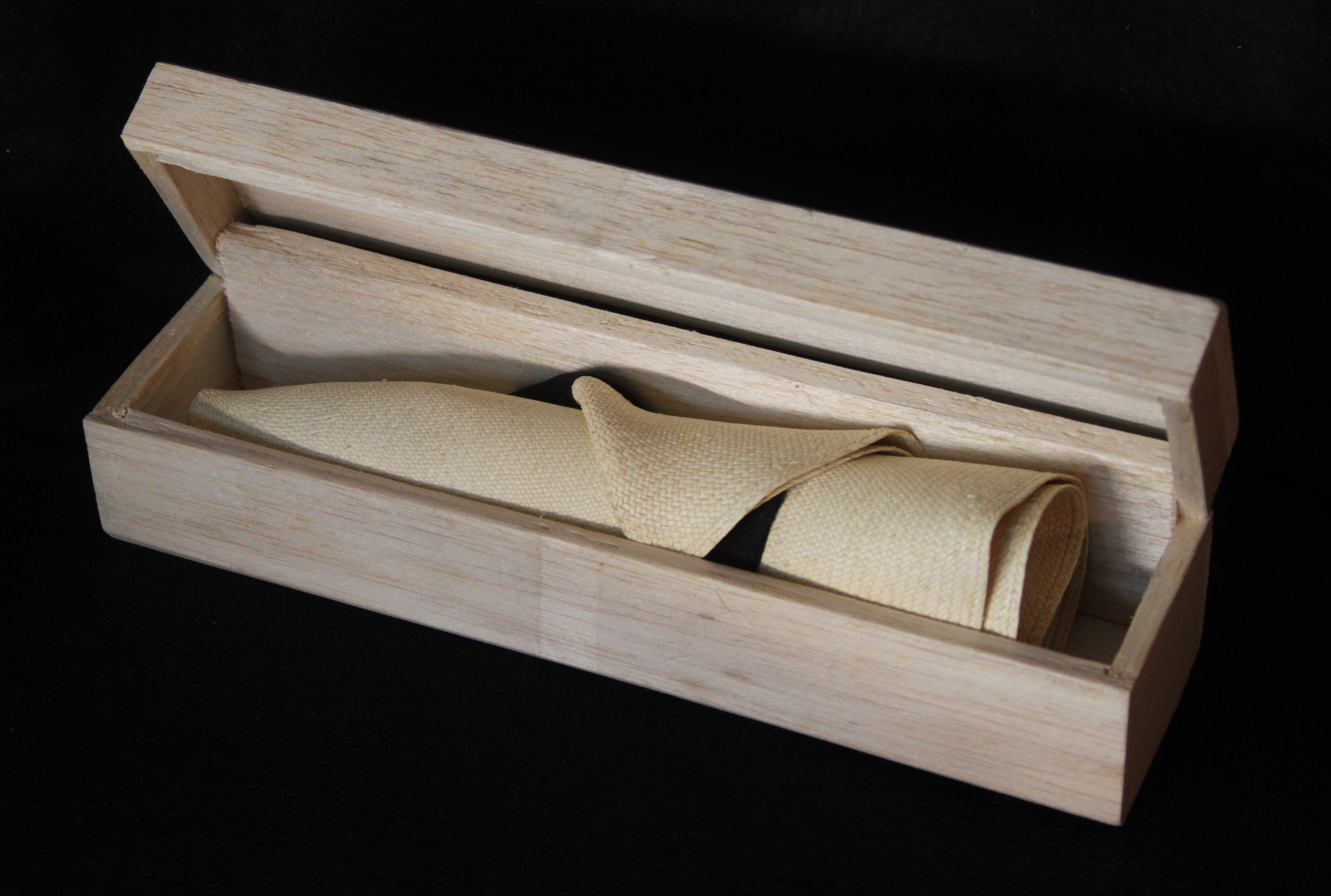
箱に入れたパナマ帽

## ギャラリー

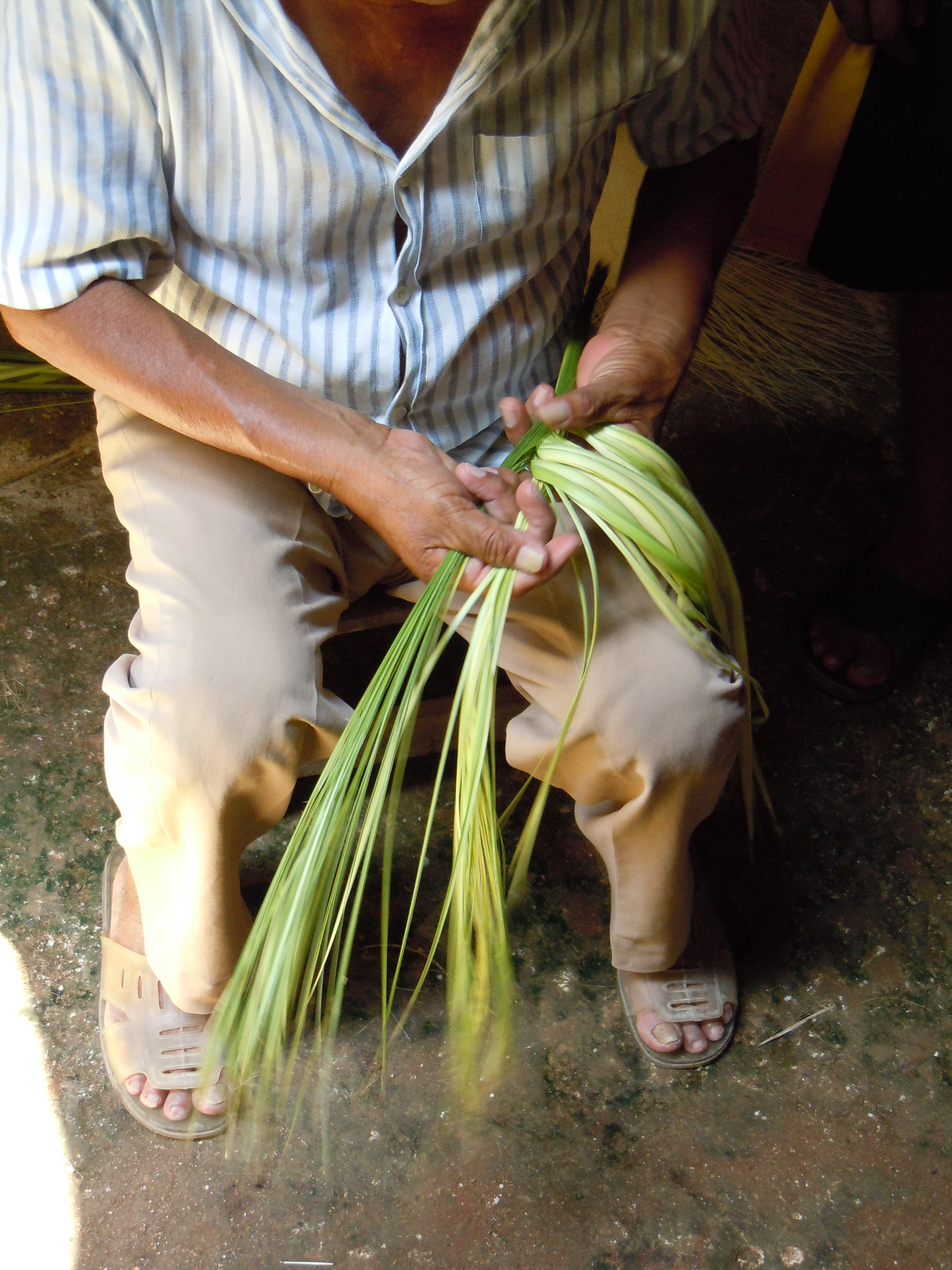
葉の下ごしらえ
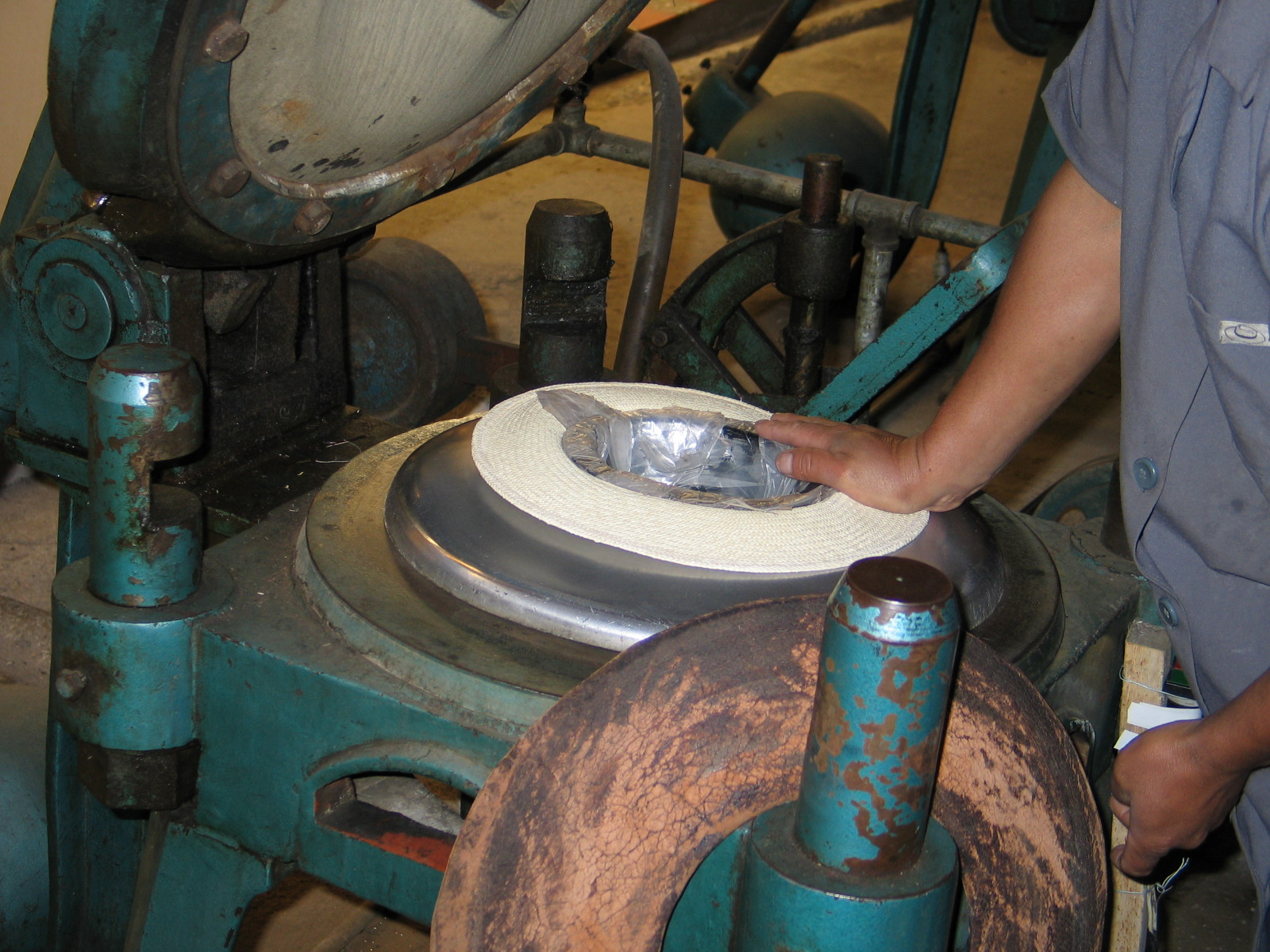
クエンカでの製作
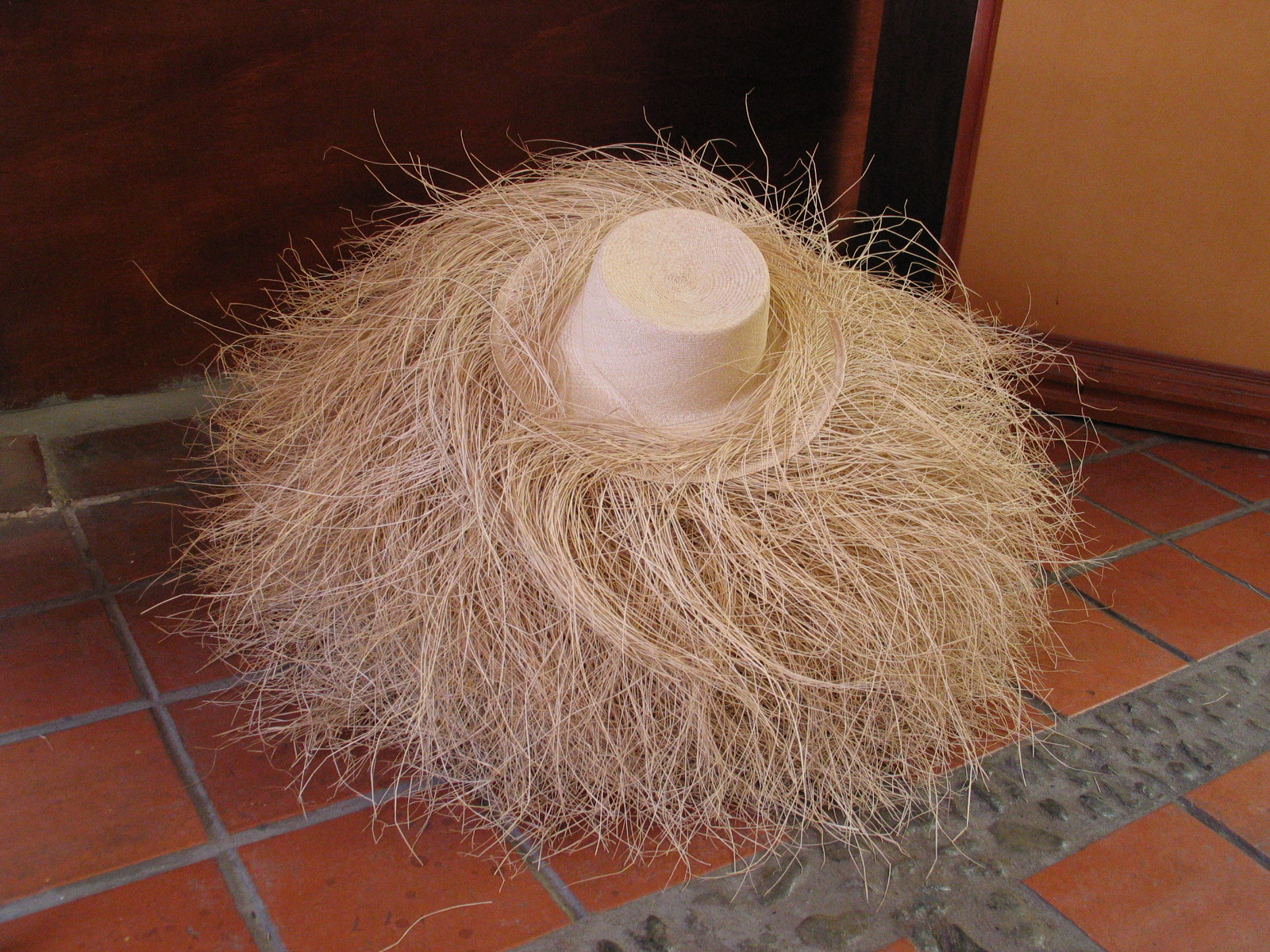
つばを編む途中の状態
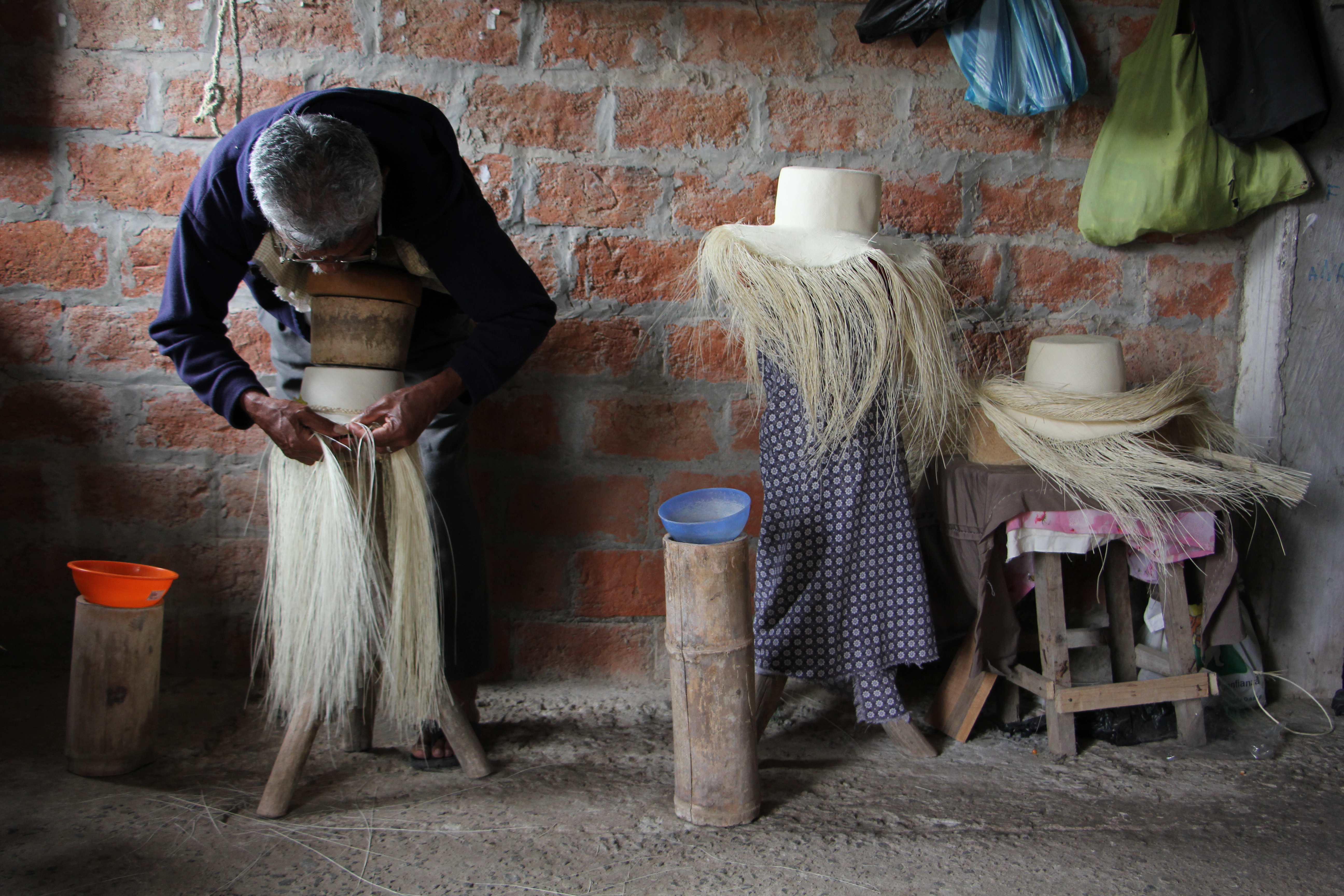
パナマ帽の製作
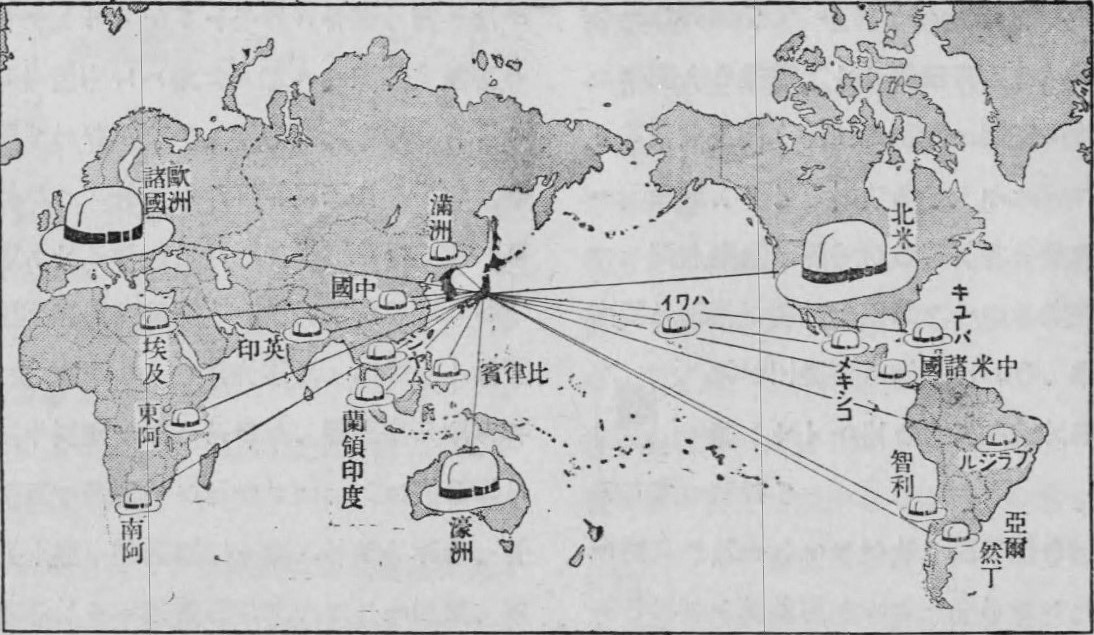
戦前日本の輸出産品だった紙製パナマ帽の輸出先。1935年